# 葡萄糖酸
葡萄糖酸（化学式：C6H12O7），是葡萄糖的醛基经氧化生成的糖酸，D-葡萄糖酸学名“(2R,3S,4R,5R)-2,3,4,5,6-五羟基己酸”。

## 存在
天然存在于水果、蜂蜜、红酒和红茶菌中。

## 制取
D-葡萄糖被溴水（次溴酸）或碘在碱液中温和氧化可得D-δ-葡萄糖酸内酯，然后缓慢水解，可以得到游离的D-葡萄糖酸。葡萄糖酸也可由葡萄糖经细菌氧化制得。参见葡萄糖氧化酶。
因为制备固体结晶较困难，故商品葡萄糖酸大都是50%水溶液。

## 性质
无色结晶，有弱酸性。可溶于水，微溶于乙醇，不溶于乙醚和大多数有机溶剂。比旋光度－6.7°。在水溶液中转化为γ-葡萄糖酸内酯和δ-葡萄糖酸内酯的平衡混合物。

## 用途
用作蛋白凝固剂、食品防腐剂和食品酸度调节剂。用于生产葡萄糖酸盐，如葡萄糖酸钠、葡萄糖酸钾、葡萄糖酸钙、葡萄糖酸镁、葡萄糖酸铜、葡萄糖酸锌、葡萄糖酸亚铁等。葡萄糖酸的金属配合物在碱性体系中广泛用作金属离子的掩蔽剂。